# Sindaci di Salerno
Di seguito l'elenco cronologico dei sindaci di Salerno e delle altre figure apicali equivalenti che si sono succedute nel corso della storia.

## Regno di Napoli (1734-1806)
- 1799, 1º settembre - Don Matteo Cavaselice
- 1800 - Don Alfonso Vernieri
- 1800 - Don Domenico Carrara
- 1800 - Don Stanislao Curci
- 1802 - Don Andrea Galdo
- 1806, 1º settembre - Don Giovanni Angelo Forte

## Regno napoleonico di Napoli (1806-1815)
- 1807, 1º maggio - Don Luigi Rinaldo
- 1807, 29 settembre - Don Francesco Saverio d'Avossa, Nobile di Bergara
- 1808, 8 maggio - Don Domenico Maria Carrara
- 1808, 15 agosto - Don Giovanni Pacifico
- 1809, 5 maggio - Don Ignazio Panza - Pro Sindaco
- 1809, 18 giugno - Don Marciano Rinaldo - Sindaco facente funzioni
- 1811, 6 gennaio - Don Francesco Saverio d'Avossa, Nobile di Bergara
- 1812, 1º gennaio - Don Andrea Lauro Grotto
- 1813, 1º giugno - Don Ignazio Panza
- 1814, 3 dicembre - Don Matteo Farina - Sindaco facente funzione
- 1815, 2 gennaio - Don Luigi Rinaldo

## Regno delle Due Sicilie (1816-1861)
- 1816, 17 marzo - Don Raffaele Rota - Sindaco facente funzione
- 1816, 19 giugno - Don Gennaro Maza
- 1820, 16 giugno - Don Matteo Rinaldo
- 1821, 24 luglio - Don Andrea Lauro Grotto
- 1823, 28 maggio - Don Giacomo Maria Carrara
- 1826, 5 marzo - Don Giovanni Pacifico - Sindaco facente funzione
- 1826, 11 aprile - Don Camillo Giannattasio - Sindaco facente funzione
- 1826, 30 settembre - Don Gennaro Maria Vernieri
- 1827, 12 giugno - Don Camillo Giannattasio - Sindaco facente funzione
- 1827, 9 agosto - Don Amodio Zambrano
- 1829, 17 gennaio - Cav. Don Mariano Del Pezzo
- 1830, 30 settembre - Don Matteo Batta Bottiglieri - Sindaco facente funzione
- 1830, 17 novembre - Don Giacomo Del Plato
- 1833, 14 aprile - Don Silvestro Izzo
- 1835, 5 aprile - Don Giovanni Centola
- 1838, 2 settembre - Don Domenico Giannattasio
- 1841, 14 marzo - Don Giuseppe Ram
- 1842, 10 luglio - Don Gennaro Nola - Sindaco facente funzione
- 1842, 10 novembre - Don Giuseppe Ram
- 1844, 15 gennaio - Don Pasquale Borrelli
- 1847, 1º gennaio - Don Matteo Rinaldo
- 1848, 7 aprile - Don Donato Di Maio - Sindaco facente funzione
- 1848, 23 ottobre - Don Gennaro Nola
- 1849, 3 novembre - Don Donato Di Maio - Sindaco facente funzione
- 1850, 4 aprile - Don Giuseppe Farina
- 1853, 6 aprile - Don Federico Vernieri
- 1853, 6 marzo - Don Federico Casaburi - Sindaco facente funzione
- 1853, 9 luglio - Don Giuseppe Farina
- 1853, 5 agosto - Don Francesco Casaburi - Sindaco facente funzione
- 1853, 14 agosto - Don Gesualdo Casalbore - Sindaco facente funzione
- 1853, 18 settembre - Don Gaetano Marano - Sindaco facente funzione
- 1854, 18 gennaio - Don Giovanni marchese Ruggi D'Aragona
- 1855, 10 ottobre - Don Fortunato Pinto - Decurione Sindaco facente funzione
- 1855, 30 ottobre - Don Carlo Colella - Decurione Sindaco facente funzione
- 1856, 11 febbraio - Don Enrico Bottiglieri
- 1857, 19 luglio - Don Vincenzo Pirro - Sindaco facente funzione
- 1858, 19 marzo - Don. Pietro Maria Alfani
- 1860, 12 aprile - Avv. Emiddio Lanzara - Sindaco facente funzione
- 1860, 4 agosto - Don Sergio Pacifico - Sindaco facente funzione
- 1860, 23 settembre - Rag. Alberto Rossin - Sindaco facente funzione/geometra comunale
- 1860, 29 novembre - Brig./Cav. Mariano G. Paparella

## Regno d'Italia (1861-1946)

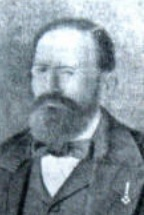
Nicola Petrosino

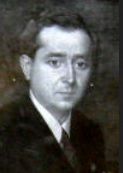
Manlio Serio

- 1861, 25 luglio - Gaetano Natella - Sindaco facente funzione
- 1862, 6 gennaio - Comm. Dott. Matteo Luciani
- 1874, 24 gennaio - Avv. Giacomo Gilletti - Regio delegato
- 1874, 7 maggio - Cav. Avv. Nicola Petrosino - Assessore facente funzione Sindaco
- 1875, 21 gennaio - Cav. Avv. Nicola Petrosino
- 1876, 5 gennaio - Avv. Emiddio Lanzara - Assessore facente funzione Sindaco
- 1876, 26 gennaio - Cav. Avv. Giuseppe Centola
- 1877, 6 gennaio - Cav. Avv. Giuseppe Centola - Regio Delegato Straordinario
- 1877, 29 dicembre - Cav. Avv. Silvio Mauro - Assessore facente funzione Sindaco
- 1878, 12 giugno - Avv. Prof. Vincenzo Capone - Assessore facente funzione Sindaco
- 1878, 5 novembre - Comm. Dott. Matteo Luciani - Assessore facente funzione Sindaco
- 1879, 16 febbraio - Comm. Dott. Matteo Luciani
- 1880, 16 novembre - Avv. Enrico Messina - Assessore Anziano facente funzione Sindaco
- 1882, 19 settembre - Avv. Francesco Paolella - Assessore facente funzione Sindaco
- 1883, 20 ottobre - Comm. Avv. Giuseppe Centola - Assessore facente funzione Sindaco
- 1883, 3 novembre - Dott. Gennaro De Crescenzo (nomina non approvata)
- 1883, 9 dicembre - Comm. Francesco Frate - Regio Delegato Straordinario
- 1884, 31 marzo - Comm. Dott. Matteo Luciani - Assessore facente funzione Sindaco
- 1884, 5 aprile - Comm. Dott. Matteo Luciani
- 1886, 28 giugno - Cav. Dott. Luigi Liguori - Assessore facente funzione Sindaco
- 1887, 12 novembre - Cav. Uff. Giuseppe Centola - Assessore facente funzione Sindaco
- 1887, 11 dicembre - Comm. Avv. Giuseppe Centola
- 1892, 17 novembre - Cav. Dott. Luigi Liguori - Assessore facente funzione Sindaco
- 1892, 29 novembre - Comm. Avv. Giuseppe Centola
- 1893, 22 luglio - Cav. Dott. Luigi Liguori - Assessore facente funzione Sindaco
- 1893, 1º settembre - Cav. Dott. Luigi Liguori
- 1898, 5 ottobre - Cav. Uff. Avv. Andrea De Leo
- 1903, 13 agosto - Cav. Uff. Avv. Lorenzo Cavaliero
- 1910, 13 agosto - Ernesto Ricciardi - Facente funzione Sindaco
- 1910 - Notaio Giuseppe Gargano
- 1910, 3 novembre - Cav. Avv. Francesco Quagliariello
- 1920, 20 giugno - Cav. Uff. Avv. Matteo Rossi - Assessore facente funzione Sindaco
- 1920, 8 novembre - Comm. Avv. Francesco Galdo
- 1923, 27 gennaio - Comm. Avv. Alfredo Capone - Assessore facente funzioni Sindaco
- 1923, 14 febbraio - Comm. Avv. Alfredo Capone
- 1924, 14 gennaio - Comm. Avv. Michele Falvella - Regio Commissario Straordinario
- 1924, 9 settembre - Cav. Marcellino Lamarque - Commissario prefettizio
- 1925, 10 febbraio - Dott. Angelo De Feo - Commissario prefettizio
- 1926, 18 luglio - Cav. Dott. Francesco Falcetti - Commissario prefettizio
- 1926, 24 dicembre - Sig. Antonio Conforti - Podestà
- 1929, 27 aprile - Cav. Uff. Felice Valente - Commissario prefettizio
- 1929, 27 aprile - Cav. Dott. Antonio Antonucci - Commissario prefettizio
- 1931, 12 aprile - Comm. Avv. Mario Jannelli - Podestà
- 1935, 26 gennaio - Avv. Manlio Serio - Podestà
- 1943, 24 agosto - On. Avv. Giovanni Cuomo - Commissario prefettizio
- 1943, 11 settembre - colonnello Thomas Aloysius Lane - Town Major
- 1944, 16 gennaio - Avv. Silvio Baratta - Commissario prefettizio
- 1944, 10 marzo - Avv. Silvio Baratta

## Repubblica Italiana (dal 1946)
| Sindaci eletti dal Consiglio comunale (1946-1993)    | Sindaci eletti dal Consiglio comunale (1946-1993) | Sindaci eletti dal Consiglio comunale (1946-1993) | Sindaci eletti dal Consiglio comunale (1946-1993) | Sindaci eletti dal Consiglio comunale (1946-1993) | Sindaci eletti dal Consiglio comunale (1946-1993) | Sindaci eletti dal Consiglio comunale (1946-1993) | Sindaci eletti dal Consiglio comunale (1946-1993) | Sindaci eletti dal Consiglio comunale (1946-1993) |
| Nominativo                                           | Nominativo                                        | Partito                                           | Partito                                           | Partito                                           | Partito                                           | Mandato                                           | Mandato                                           | Elezione                                          |
| Nominativo                                           | Nominativo                                        | Partito                                           | Partito                                           | Partito                                           | Partito                                           | Inizio                                            | Fine                                              | Elezione                                          |
| ---------------------------------------------------- | ------------------------------------------------- | ------------------------------------------------- | ------------------------------------------------- | ------------------------------------------------- | ------------------------------------------------- | ------------------------------------------------- | ------------------------------------------------- | ------------------------------------------------- |
|                                                      | Matteo Rossi                                      |                                                   | Partito Liberale Italiano                         | Partito Liberale Italiano                         | Partito Liberale Italiano                         | 19 dicembre 1946                                  | 22 marzo 1947                                     | Elezione 1946                                     |
|                                                      | Luigi Buonocore                                   |                                                   | Democrazia Cristiana                              | Democrazia Cristiana                              | Democrazia Cristiana                              | 22 marzo 1947                                     | 7 giugno 1952                                     | Elezione 1946                                     |
|                                                      | Mario Parrilli                                    |                                                   | Partito Nazionale Monarchico                      | Partito Nazionale Monarchico                      | Partito Nazionale Monarchico                      | 7 giugno 1952                                     | 22 dicembre 1952                                  | Elezione 1952                                     |
|                                                      | Francesco Alario                                  |                                                   | Partito Nazionale Monarchico                      | Partito Nazionale Monarchico                      | Partito Nazionale Monarchico                      | 22 dicembre 1952                                  | 2 maggio 1953                                     | Elezione 1952                                     |
|                                                      | Lorenzo Salazar (Commissario prefettizio)         | –                                                 | –                                                 | –                                                 | –                                                 | 2 maggio 1953                                     | 10 luglio 1955                                    | –                                                 |
|                                                      | Alfonso Menna                                     |                                                   | Democrazia Cristiana                              | Democrazia Cristiana                              | Democrazia Cristiana                              | 10 luglio 1955                                    | 1956                                              | –                                                 |
| 1956                                                 | Alfonso Menna                                     | 1960                                              | Democrazia Cristiana                              | Democrazia Cristiana                              | Democrazia Cristiana                              | Elezione 1956                                     |                                                   |                                                   |
| 1960                                                 | Alfonso Menna                                     | 1964                                              | Democrazia Cristiana                              | Democrazia Cristiana                              | Democrazia Cristiana                              | Elezione 1960                                     |                                                   |                                                   |
| 1964                                                 | Alfonso Menna                                     | 19 ottobre 1970                                   | Democrazia Cristiana                              | Democrazia Cristiana                              | Democrazia Cristiana                              | Elezione 1964                                     |                                                   |                                                   |
|                                                      | Gaspare Russo                                     |                                                   | Democrazia Cristiana                              | Democrazia Cristiana                              | Democrazia Cristiana                              | 19 ottobre 1970                                   | 20 dicembre 1974                                  | Elezione 1970                                     |
|                                                      | Alberto Clarizia                                  |                                                   | Democrazia Cristiana                              | Democrazia Cristiana                              | Democrazia Cristiana                              | 20 dicembre 1974                                  | 1975                                              | Elezione 1970                                     |
| 1975                                                 | Alberto Clarizia                                  | 19 luglio 1976                                    | Democrazia Cristiana                              | Democrazia Cristiana                              | Democrazia Cristiana                              | Elezione 1975                                     |                                                   |                                                   |
|                                                      | Walter Mobilio                                    |                                                   | Democrazia Cristiana                              | Democrazia Cristiana                              | Democrazia Cristiana                              | Elezione 1975                                     | 19 luglio 1976                                    | 22 settembre 1976                                 |
|                                                      | Pellegrino Cucciniello                            |                                                   | Democrazia Cristiana                              | Democrazia Cristiana                              | Democrazia Cristiana                              | Elezione 1975                                     | 22 settembre 1976                                 | 9 marzo 1977                                      |
|                                                      | Vittorio Provenza                                 |                                                   | Democrazia Cristiana                              | Democrazia Cristiana                              | Democrazia Cristiana                              | Elezione 1975                                     | 9 marzo 1977                                      | 24 marzo 1978                                     |
|                                                      | Bruno Ravera                                      |                                                   | Democrazia Cristiana                              | Democrazia Cristiana                              | Democrazia Cristiana                              | Elezione 1975                                     | 24 marzo 1978                                     | 4 agosto 1979                                     |
|                                                      | Alberto Clarizia                                  |                                                   | Democrazia Cristiana                              | Democrazia Cristiana                              | Democrazia Cristiana                              | Elezione 1975                                     | 4 agosto 1979                                     | 4 agosto 1980                                     |
|                                                      | Ennio D'Aniello                                   |                                                   | Partito Repubblicano Italiano                     | Partito Repubblicano Italiano                     | Partito Repubblicano Italiano                     | 4 agosto 1980                                     | 12 ottobre 1981                                   | Elezione 1980                                     |
|                                                      | Renato Borrelli                                   |                                                   | Democrazia Cristiana                              | Democrazia Cristiana                              | Democrazia Cristiana                              | 12 ottobre 1981                                   | 10 giugno 1982                                    | Elezione 1980                                     |
|                                                      | Nicola Visone                                     |                                                   | Democrazia Cristiana                              | Democrazia Cristiana                              | Democrazia Cristiana                              | 10 giugno 1982                                    | 5 ottobre 1982                                    | Elezione 1980                                     |
|                                                      | Alberto Clarizia                                  |                                                   | Democrazia Cristiana                              | Democrazia Cristiana                              | Democrazia Cristiana                              | 5 ottobre 1982                                    | 23 gennaio 1984                                   | Elezione 1980                                     |
|                                                      | Aniello Salzano                                   |                                                   | Democrazia Cristiana                              | Democrazia Cristiana                              | Democrazia Cristiana                              | 23 gennaio 1984                                   | 12 febbraio 1985                                  | Elezione 1980                                     |
|                                                      | Nicola Visone                                     |                                                   | Democrazia Cristiana                              | Democrazia Cristiana                              | Democrazia Cristiana                              | 12 febbraio 1985                                  | 6 marzo 1985                                      | Elezione 1980                                     |
|                                                      | Vittorio Provenza                                 |                                                   | Democrazia Cristiana                              | Democrazia Cristiana                              | Democrazia Cristiana                              | 6 marzo 1985                                      | 12 settembre 1985                                 | Elezione 1980                                     |
|                                                      | Michele Scozia                                    |                                                   | Democrazia Cristiana                              | Democrazia Cristiana                              | Democrazia Cristiana                              | 12 settembre 1985                                 | 8 marzo 1987                                      | Elezione 1985                                     |
|                                                      | Vincenzo Giordano                                 |                                                   | Partito Socialista Italiano                       | Partito Socialista Italiano                       | Partito Socialista Italiano                       | 8 marzo 1987                                      | 1990                                              | Elezione 1985                                     |
| 1990                                                 | Vincenzo Giordano                                 | 22 maggio 1993                                    | Partito Socialista Italiano                       | Partito Socialista Italiano                       | Partito Socialista Italiano                       | Elezione 1990                                     |                                                   |                                                   |
|                                                      | Vincenzo De Luca                                  |                                                   | Partito Democratico della Sinistra                | Partito Democratico della Sinistra                | Partito Democratico della Sinistra                | Elezione 1990                                     | 22 maggio 1993                                    | 2 luglio 1993                                     |
|                                                      | Antonio Lattarulo (Commissario prefettizio)       | –                                                 | –                                                 | –                                                 | –                                                 | 2 luglio 1993                                     | 13 novembre 1993                                  | –                                                 |
|                                                      | Mario Laurino (Commissario prefettizio)           | –                                                 | –                                                 | –                                                 | –                                                 | 13 novembre 1993                                  | 6 dicembre 1993                                   | –                                                 |
| Sindaci eletti direttamente dai cittadini (dal 1993) |                                                   |                                                   |                                                   |                                                   |                                                   |                                                   |                                                   |                                                   |
| Nominativo                                           | Nominativo                                        | Partito                                           | Partito                                           | Coalizione                                        | Coalizione                                        | Mandato                                           | Mandato                                           | Elezione                                          |
| Nominativo                                           | Nominativo                                        | Partito                                           | Partito                                           | Coalizione                                        | Coalizione                                        | Inizio                                            | Fine                                              | Elezione                                          |
|                                                      | Vincenzo De Luca                                  |                                                   | Partito Democratico della Sinistra                |                                                   | PDS                                               | 6 dicembre 1993                                   | 18 novembre 1997                                  | Elezione 1993                                     |
|                                                      | Vincenzo De Luca                                  | PDS                                               | Partito Democratico della Sinistra                | 18 novembre 1997                                  | 15 maggio 2001                                    | Elezione 1997                                     |                                                   |                                                   |
|                                                      | Mario De Biase                                    |                                                   | Democratici di Sinistra                           |                                                   | DS-DL-PRC-FdV-SDI                                 | 15 maggio 2001                                    | 15 giugno 2006                                    | Elezione 2001                                     |
|                                                      | Vincenzo De Luca                                  |                                                   | Democratici di Sinistra                           |                                                   | DS-L. civiche                                     | 15 giugno 2006                                    | 16 maggio 2011                                    | Elezione 2006                                     |
|                                                      | Vincenzo De Luca                                  | Partito Democratico                               |                                                   | PD-SEL-PSI-L. civiche                             | 16 maggio 2011                                    | 3 febbraio 2015                                   | Elezione 2011                                     |                                                   |
|                                                      | Vincenzo Napoli (Vicesindaco facente funzioni)    |                                                   | Partito Democratico                               | PD-SEL-PSI-L. civiche                             | 3 febbraio 2015                                   | 14 giugno 2016                                    | Elezione 2011                                     |                                                   |
| Vincenzo Napoli                                      |                                                   | PD-PSI-FdV-L. civiche                             | Partito Democratico                               | 14 giugno 2016                                    | 8 ottobre 2021                                    | Elezione 2016                                     |                                                   |                                                   |
| Vincenzo Napoli                                      |                                                   | PD-PSI-Mod-L. civiche                             | Partito Democratico                               | 8 ottobre 2021                                    | in carica                                         | Elezione 2021                                     |                                                   |                                                   |